# Naman Keïta

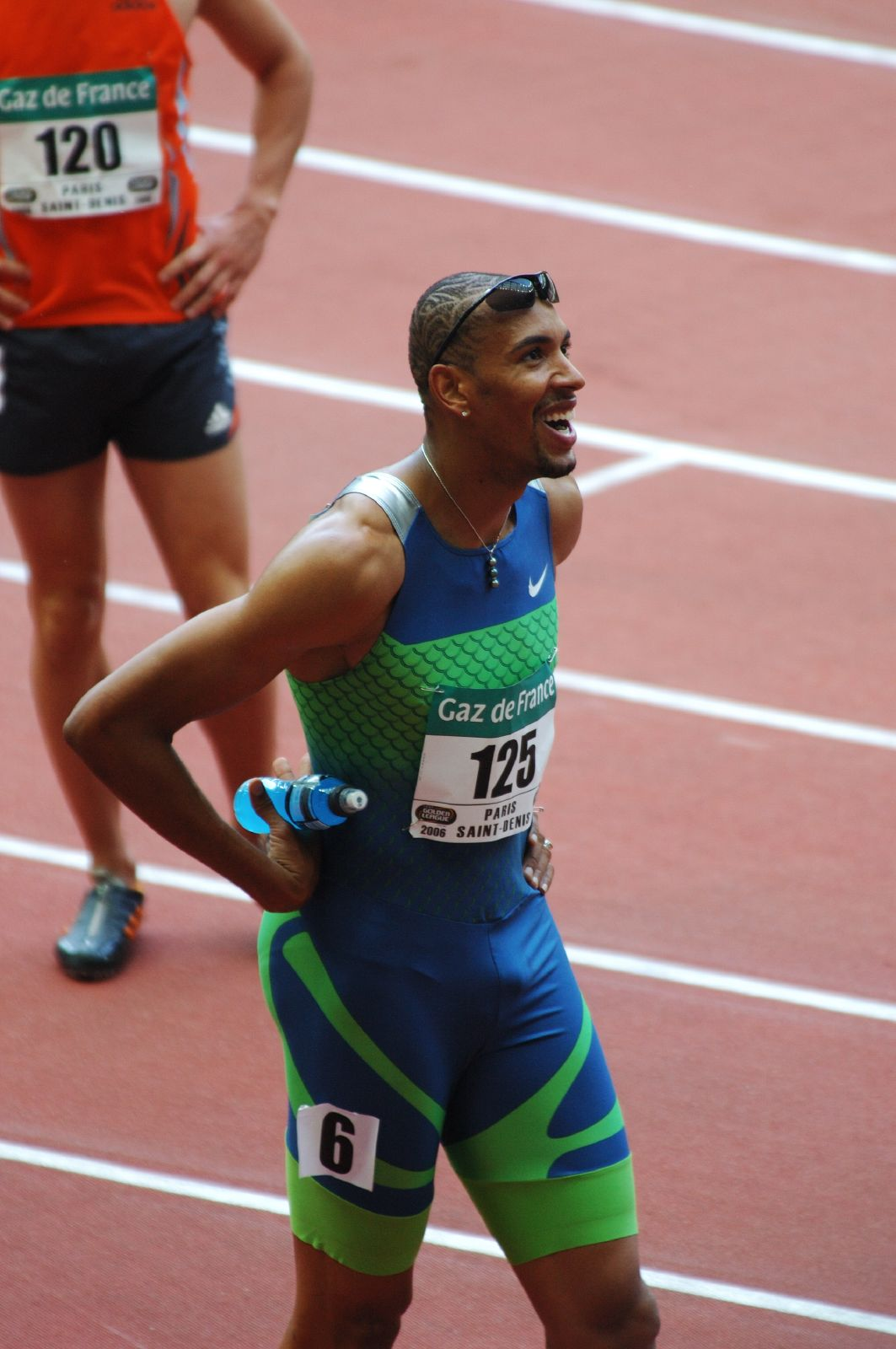
Naman Keïta 2006

Naman Keïta (* 9. April 1978 in Paris) ist ein französischer Leichtathlet.
Naman Keïta startete ursprünglich für Mali und hielt auch den Landesrekord im 400-Meter-Hürdenlauf. Seit dem Jahr 2000 startet Keïta für Frankreich. Bei den Europameisterschaften 2002 in München gewann er Bronze mit der 4-mal-400-Meter-Staffel. Bei den Weltmeisterschaften 2003 in Paris/Saint-Denis erreichte er über 400 Meter Hürden das Halbfinale. Bei diesen Weltmeisterschaften kam die französische Staffel in der Besetzung Leslie Djhone, Naman Keïta, Stéphane Diagana und Marc Raquil auf den zweiten Platz hinter der US-Staffel. Wegen der Doping-Affäre um den US-Amerikaner Calvin Harrison wurde die französische Staffel nachträglich zum Weltmeister erklärt.
Bei den Olympischen Spielen 2004 in Athen gelang ihm im 400-Meter-Hürdenlauf eine Aufholjagd auf der Ziellinie von Platz sieben auf Platz drei. In 48,26 s gewann er Bronze hinter Félix Sánchez und Danny McFarlane. Bei den Weltmeisterschaften 2005 in Helsinki belegte er Platz fünf. 2006 bei den Europameisterschaften in Göteborg lag er im Finale des Hürdenlaufs nach der letzten Hürde auf Platz drei, wurde aber bis zur Ziellinie vom Waliser Rhys Williams überholt, dem ein ähnlicher Spurt gelang, wie ihn Keïta 2004 in Athen gezeigt hatte. Dieses Mal wurde Keïta Vierter. Am Abschlusstag der Europameisterschaften 2006 konnte er dann doch seine Medaille gewinnen und wurde mit der französischen 4-mal-400-Meter-Staffel Europameister.
Naman Keita wurde am 20. August 2007 bei den Weltmeisterschaften in Osaka positiv auf das Dopingmittel Testosteron getestet. Im Oktober 2007 wurde er für zwei Jahre gesperrt.
Er hat bei einer Größe von 1,96 m ein Wettkampfgewicht von 86 kg.

## Persönliche Bestleistungen
- 400-Meter-Lauf: 45,74 s (2004)
- 400-Meter-Hürdenlauf: 48,17 s (2004)
- Hochsprung: 2,07 m (1996)